# Grübchenkeramische Kultur

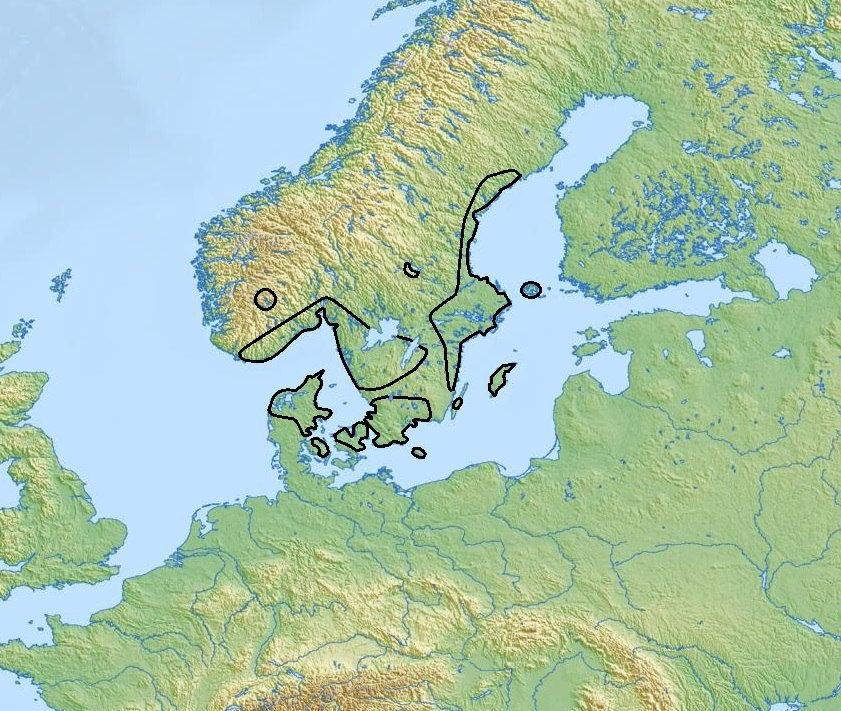
Nördliche Verbreitung

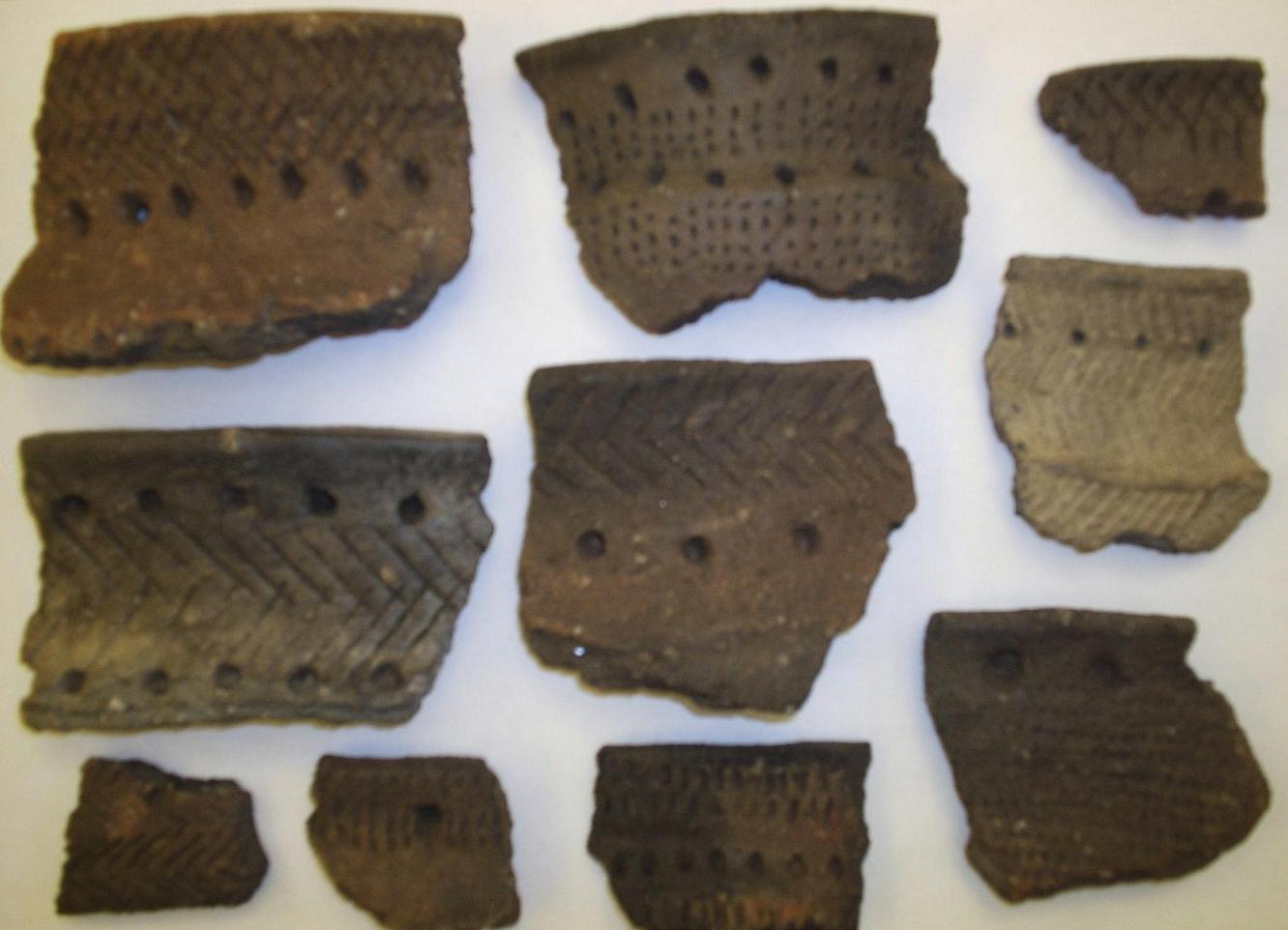
Grübchenkeramische Fundstücke aus Mjällby, Blekinge (Südschweden)

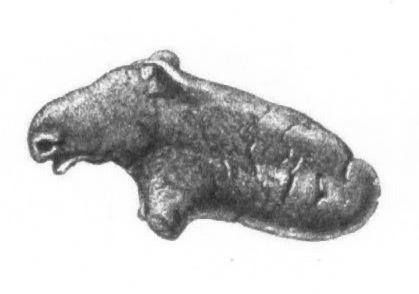
Elchfigur aus Åloppe in Uppland

Die Grübchenkeramische Kultur (GKK – dänisch Grubekeramisk kultur; schwedisch Gropkeramiska Kulturen; englisch Pitted Ware culture), kurz auch „Grübchenkeramik“ war eine archäologische Kultur des 4. und 3. Jahrtausends v. Chr. in Südskandinavien einschließlich Dänemark. Sie darf nicht mit der möglicherweise verwandten kammkeramischen Kultur (englisch Comb Ceramic culture) im nördlichen Osteuropa verwechselt werden. Obwohl zu dieser Zeit in ihrem Verbreitungsgebiet bereits die bäuerliche Lebensweise des Neolithikums Einzug gehalten hatte, lebte in der Grübchenkeramischen Kultur die mesolithische Tradition der Jäger und Sammler fort. Sie verdankt ihren Namen den charakteristischen Verzierungen ihrer spitz- oder flachbodigen Keramik. In der Endphase findet sich auch wulstverzierte Keramik.

## Beschreibung
Das Verbreitungsgebiet der GKK erstreckte sich im Norden Europas von Südnorwegen über die nördlichen Küstenregionen und Inseln der Ostsee (Norddänemark, Gotland, Åland), in Schweden, über das Baltikum (Haffküstenkultur) bis zum mittleren Dnepr und Dongebiet, vermutlich im Osten bis über den Ural hinaus.
Zeitlich verläuft sie etwa parallel zur Trichterbecherkultur und Schnurkeramik.
Hier überlebten mesolithische Traditionen zumindest bis ins 3. Jahrtausend v. Chr. Die erste grübchenkeramische Siedlung wurde 1864 in Visby auf Gotland entdeckt. Mit Gullrum, Hemmoor und Stora Karlsö sind hier etwa 20 andere Plätze bekannt, die durch die während der Laufzeit der Kultur um vier Meter erfolgte Landhebung datiert werden können. Auf dem schwedischen Festland sind inzwischen mehr als 60 Wohnplätze der Kultur bekannt (Pfahlbau von Alvastra).
Die Menschen waren Jäger und Sammler, da bisher nur Knochenreste von Wildtieren gefunden wurden. Diese gehörten vor allem zu Bär, Biber, Elch, Hase, Wildschwein sowie Vögeln. In Küstennähe oder an fischreichen Binnengewässern überwog die Wasserfauna als Jagdbeute, was durch gefundene Seehundknochen, Angelhaken, Harpunen und Abdrücke von Netzen erkennbar ist. Isotopenuntersuchungen in dem Friedhof Västerbjers auf Gotland belegen dies ebenfalls. Von Gotland sind Schweineknochen bekannt, die von Hausschweinen stammen könnten, da das Wildschwein zu dieser Zeit nicht auf der Insel heimisch war.
Dem in Ire auf Gotland gefundenen Skelett eines Jungen wurden Angelhaken, ein Feuersteinbeil, eine Harpune, eine zerbrochene Knochenscheibe, ein Messer aus einem Eberhauer sowie Röhrchenperlen beigegeben. Die Kulturträger des Festlandes übernahmen von den benachbarten Bauernkulturen den Steinschliff. Zu den Funden von schwedischen Wohnplätzen gehören Beile aus Feuerstein und Felsgestein, Fischspeere und Harpunen aus Knochen, sowie Pfeilspitzen aus Feuerstein und Schiefer.

## Waldneolithikum
In der Waldzone Nordosteuropas existierte vom 6. bis teilweise ins 2. Jahrtausend v. Chr. hinein ein als „neolithisch“ bezeichneter Kulturkomplex, der durch eine spezifische kamm- und grübchenverzierte Keramik gekennzeichnet wird (Gräberfelder Olenij ostrov (Karelien) und Beregovaya bei Jekaterinburg). Vom zeitgleichen mittel- und südeuropäischen Neolithikum unterscheidet er sich insbesondere dadurch, dass trotz des Auftretens von Keramik eine mesolithisch geprägte aneignende Wirtschaftsweise die Lebensgrundlage bildete. Auch von Ortsfestigkeit kann nur bedingt ausgegangen werden, vielmehr dürften saisonale Wanderbewegungen vorgeherrscht haben. Von entscheidender Bedeutung ist die Frage, ob der Anstoß zu dieser Entwicklung aus den vollneolithischen Kulturen kam, oder ob die Keramik erzeugenden Wildbeuter Nordosteuropas eine davon gänzlich unabhängige Tradition vertreten. Die ab 5000 v. Chr. bis ins 2. Jahrtausend auftretenden Stationen bilden eine Brücke zur nordskandinavischen „Schieferkultur“. Auf der Kola-Halbinsel geht die Entwicklung etwa zur Zeitenwende zu den Wohnplätzen der Saami über, die später Rentierhaltung betreiben. Weite Teile dieser Kultur gehen ab etwa 4300 v. Chr. sukzessiv in der Trichterbecherkultur (TBK) und ihren Folgekulturen auf.

## Fundorte
- Jettböle
- Kainsbakke am Kolindsund in Djursland